# 圣白芭蕾堂 (开罗)
圣白芭蕾堂是开罗科普特老城内众多的科普特正教会著名教堂之一，位于巴比伦要塞东部，圣色尔爵巴克斯教堂东侧，科普特博物馆以北步行两分钟路程。
圣白芭蕾堂为开罗最古老的建筑之一，其历史可追溯到5或6世纪，此后曾多次重建，尤以1072年和1073年之间的彻底重建为重要。
圣白芭蕾堂中部供奉圣白芭蕾的圣髑。圣白芭蕾堂附近有一个修道院，其中包括一些建筑物，包括由著名建筑师Ramses Wissa Wassef建造的学校。 